# Liste der portugiesischen Botschafter in Oman

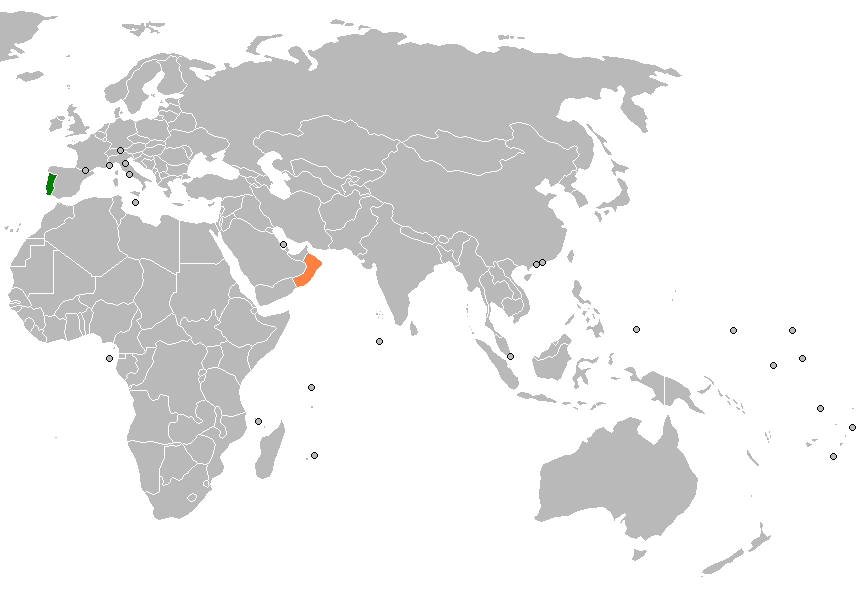
Lage Portugals (grün) und Omans (orange)

Die Liste der portugiesischen Botschafter in Oman listet die Botschafter der Republik Portugal in Oman auf. Die beiden Länder unterhalten seit 1979 direkte diplomatische Beziehungen.
1988 akkreditierte sich der erste portugiesische Vertreter in Oman. Eine eigene Botschaft in der omanischen Hauptstadt Maskat eröffnete Portugal danach nicht, das Land gehört weiterhin zum Amtsbezirk des portugiesischen Botschafters in Saudi-Arabien, der dazu in Oman zweitakkreditiert wird (Stand 2019).
In der omanischen Hauptstadt Maskat besteht ein portugiesisches Honorarkonsulat.

## Missionschefs
| Name                                               | Bild | Amtszeit  | Anmerkungen                                                                |
| Oman                                               | Oman | Oman      | Oman                                                                       |
| -------------------------------------------------- | ---- | --------- | -------------------------------------------------------------------------- |
| José Manuel Waddington de Matos Parreira           |      | ab 1988   | Botschafter mit Amtssitz Riad, am 13. November 1988 in Maskat akkreditiert |
| José Henrique Barbosa Ferreira                     |      | ab 1992   | Botschafter mit Amtssitz Riad, am 12. Mai 1992 in Maskat akkreditiert      |
| Pedro Manuel Sarmento de Vasconcelos e Castro      |      | ab 1995   | Botschafter mit Amtssitz Riad, am 20. April 1996 in Maskat akkreditiert    |
| Jorge Raúl da Silva Preto                          |      | ab 2000   | Botschafter mit Amtssitz Riad, am 13. Februar 2000 in Maskat akkreditiert  |
| Henrique Manuel Vilela da Silveira Borges          |      | ab 2004   | Botschafter mit Amtssitz Riad                                              |
| Aristide Alegre Vieira Gonçalves                   |      | ab 2008   | Botschafter mit Amtssitz Riad                                              |
| Aristide Alegre Vieira Gonçalves                   |      | ab 2007   | Botschafter mit Amtssitz Riad                                              |
| António Maria Botelho de Sousa                     |      | ab 2011   | Botschafter mit Amtssitz Riad                                              |
| Manuel Maria Camacho Cansado de Carvalho           |      | ab 2013   | Botschafter mit Amtssitz Riad                                              |
| Luís Manuel Fernandes de Menezes de Almeida Ferraz |      | seit 2018 | Botschafter mit Amtssitz Riad                                              |